# Tbilisszkajai járás

A Tbilisszkajai járás a Krasznodari határterületen

Az Tbilisszkajai járás (oroszul Тбилисский муниципальный район) Oroszország egyik járása a Krasznodari határterületen. Székhelye Tbilisszkaja.

## Népesség
- 1989-ben 44 793 lakosa volt.
- 2002-ben 48 752 lakosa volt, melyből 43 562 orosz (89,4%), 1 541 örmény, 1 023 ukrán, 937 német, 395 fehérorosz, 226 cigány, 137 görög, 101 grúz, 95 tatár, 83 azeri, 22 adige, 1 török.
- 2010-ben 48 536 lakosa volt.